# تاتيانا إروخيموفا
تاتيانا إل. إروخيموفا (بالروسية: Татьяна Ерухимова) هي فيزيائية أمريكية من أصل روسي. بصفتها أستاذة في قسم الفيزياء وعلم الفلك في جامعة تكساس إيه آند إم، انتُخبت إروخيموفا زميلة في الجمعية الفيزيائية الأمريكية "لتطوير ونشر برامج تعليمية مبتكرة للفيزياء لطلاب الجامعات والجمهور، وتنظيم مهرجانات علمية كبرى في الجامعات". كما انتُخبت زميلة في الجمعية الأمريكية لتقدم العلوم وزميلة في الجمعية الأمريكية لمدرسي الفيزياء.

## الحياة المبكرة والتعليم
حصلت إروخيموفا على درجة الماجستير في الفيزياء عام 1987 من جامعة ن. إ. لوباتشيفسكي الحكومية في نيجني نوفغورود، وحصلت على درجة الدكتوراه في نفس التخصص من الأكاديمية الروسية للعلوم. بعد حصولها على الدكتوراه، قبلت إروخيموفا منصب باحث مشارك في مرحلة ما بعد الدكتوراه في جامعة تكساس إيه آند إم.